# Husnes
Husnes er den største by i Kvinnherad kommune i Vestland fylke i Norge, med 2.223 indbyggere (2012). Den er vokset op omkring Sør-Norge Aluminium (SØRAL), og er også blevet skole- og handelscenter i kommunen.
Husnes er sammen med Rosendal Kvinnherad kommunes tusenårssted. Tusenårsstedet i Husnes er markeret med en skulptur på Solpladsen.